# Earl Jowitt

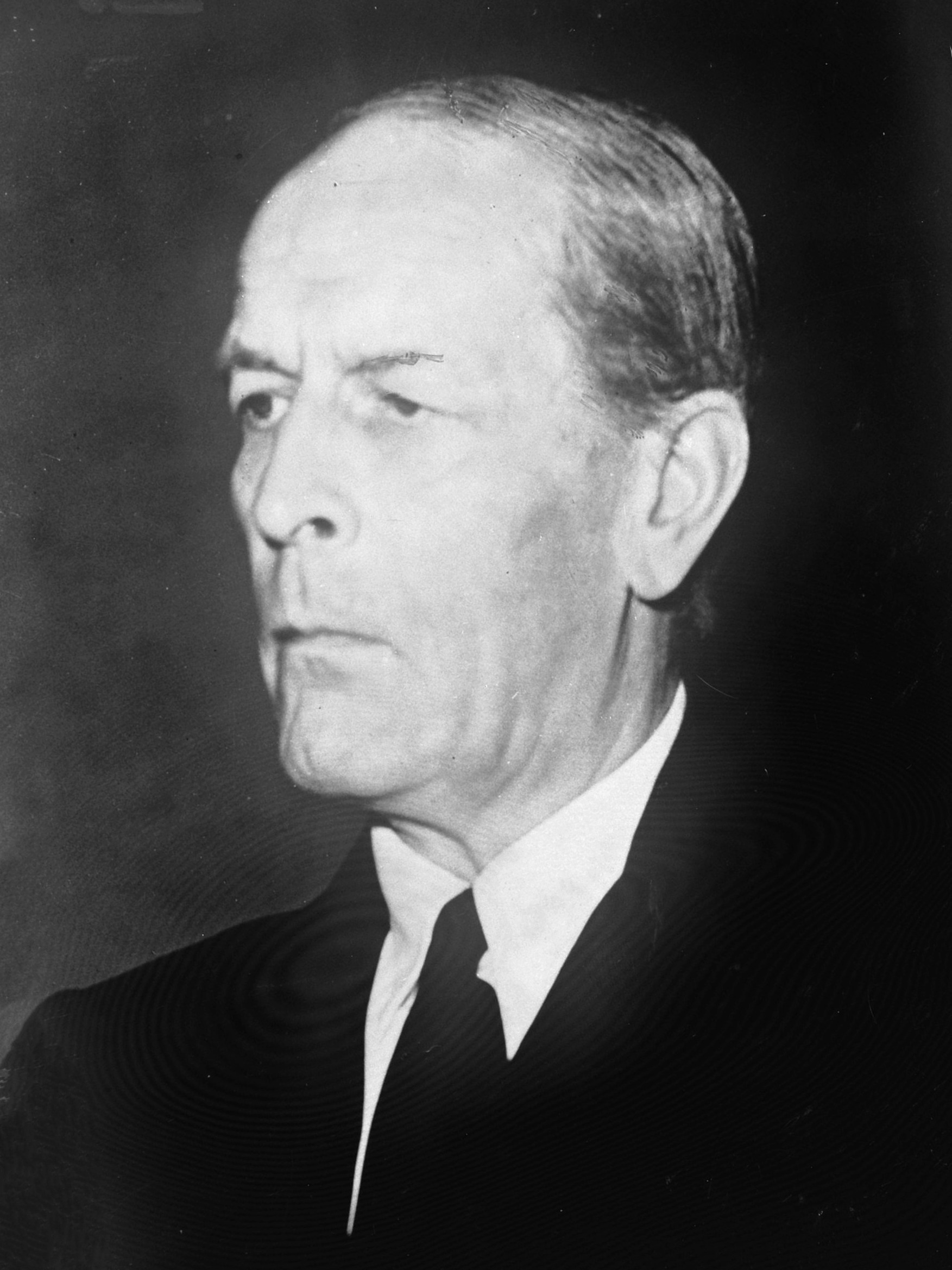
William Jowitt, 1. Earl Jowitt

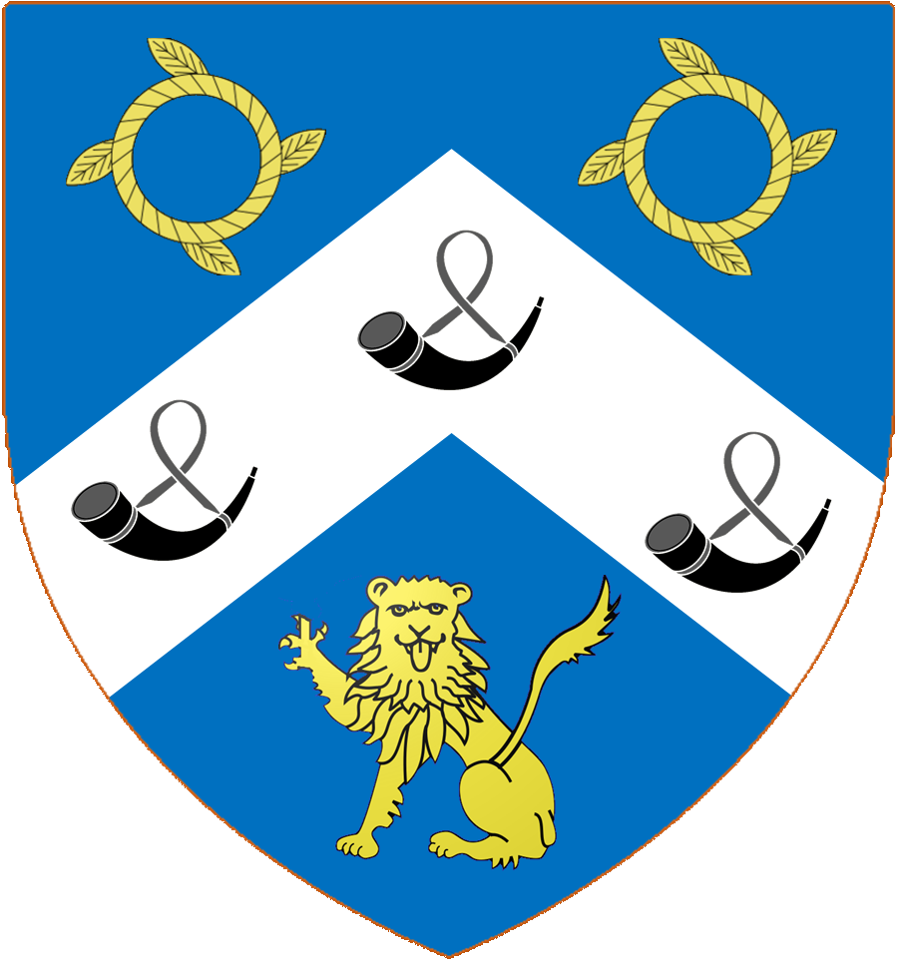
Wappen des Earl Jowitt

Earl Jowitt war ein erblicher Adelstitel in der Peerage of the United Kingdom.

## Verleihung und nachgeordnete Titel
Der Titel wurde am 24. Dezember 1951 für den Juristen und Labour-Politiker William Allen Jowitt, 1. Viscount Jowitt, geschaffen, anlässlich seines Ausscheidens aus dem Amt des Lordkanzlers.
Er war bereits am  2. August 1945 zum Baron Jowitt, of Stevenage in the County of Hertford, und am 20. Januar 1947 zum Viscount Jowitt, of Stevenage in the County of Hertford, erhoben worden. Diese Titel gehörten ebenfalls zur Peerage of the United Kingdom und wurden fortan als nachgeordnete Titel des Earldoms geführt.
Da der 1. Earl kinderlos blieb, erloschen die Titel bei seinem Tod am 16. August 1957.

## Liste der Earls Jowitt (1951)
- William Jowitt, 1. Earl Jowitt (1885–1957)